# 중세 일본기
중세 일본기(일본어: 中世日本紀)는, 일본 중세에 있어서, 일본서기 등에 근거하면서도 주로 본지수적설 등에 따라 다양하게 해석되고 재편성되었던 신화들의 총칭, 혹은 그러한 해석 · 재편성 움직임을 가리키는 일본 사학계의 학술 용어이다. 전자의 경우에 대해서는 중세 신화(中世神話)라고도 불린다.
중세 일본기에서는, 기키에 등장하는 일본 신화의 토속신들이 불교의 제천(諸天), 제불(諸仏)과 동일시되는 경우가 많고, 신불이 같은 무대에서 대등하게 교차하거나 중세에 있어서의 양부 신토나 산노 신도 등에 의한 신불습합 사상을 밑받침한 신화가 이야기되고 있다. 또, 그렇지 않은 경우에도 불교의 영향을 받은 일본 신화의 해석을 볼 수 있다. 주로 가학서, 군키모노가타리, 지샤의 연기 등에서 기술되어 있기 때문에, 통일적 · 체계적인 문헌은 존재하지 않고, 풍부한 바리에이션이 남아 있다.

## 배경
중세 일본은 사회의 구석구석까지 불교가 침투하고 주술적인 신앙이 잔존하는 한편으로 합리적, 추상적 논리가 요구되고 있었던 시대였다. 율령 국가 시대에는 주로 사관, 다이가쿠료의 박사나 궁중 제의를 맡아 보던 제사계 씨족이 담당했던 《일본서기》에 대한 해석은, 왕조국가 체제 아래서 점차 밀교승이나 가학자, 각 신사의 신인으로 옮겨져, 불교 사상을 기반으로 한 신화의 재해석이 이루어지게 되었다.
일례로 《다카노 이야기》(高野物語) 등 일본의 밀교 관련 서적에서는, 아마테라스 오미카미의 유명한 아마노 이와토 신화에 대해 불교적으로 중생본각의 깨달음을 번뇌의 '기나긴 밤'이 가리고 있던 것을 대일여래(大日如來)의 광명에 의해 남천축의 철탑이 열리는(불성을 얻는다는 의미의 불교적 우의 표현이다) 모습을 서술한 것으로 해석한다. 또한 《고킨와카슈 서문서삼류초》(古今和歌集序聞書三流抄)라는 문헌에서 다케토리모노가타리를 '일본기(일본서기)에 이르기를'(日本紀にいふ)라고 적혀 있는 등, 《일본서기》 원본에는 없는 설화를 《일본서기》에 있는 것처럼 기재하는 책도 나타났다.

## 주요 신화

### 에비스 신앙
난보쿠초 시대의 군키모노가타리 《태평기》에서는《일본서기》의 히루코를 니시노미야 대명신이라고 하고 있는데, 이 설은 대대로 《일본서기》의 해석을 가업으로 삼아온 우라베 씨 일족의 우라베 가네카즈(卜部兼員)라는 인물이 말한 것으로 알려져 있다. 또 《헤이케 이야기》, 《겐페이소스이키》, 《고킨와카슈 서문서삼류초》, 《신도집》 등에서는 셋쓰 국으로 흘러와 '에비스사부로도노'가 되었고 아마테라스 오미카미에 의해 니시노미야를 받게 되었다고 하는 등, 히루코를 일본 신토의 민속신앙인 칠복신의 하나인 에비스로 보는 설이 널리 이야기되고 있다.

### 아메노 무라쿠모노 쓰루기
신라의 승려 도행(道行)이 아쓰타 신궁의 신검 아메노 무라쿠모노 쓰루기를 훔쳐 신라로 달아나려고 했다고 하는 일본서기의 일화(덴지키, 구사나기노 쓰루기 도난 사건 참조)도, 오에노 마사후사의 하코자키 궁기에서는 스스로 도행으로부터 몇 번이나 도망쳤던 아메노 무라쿠모노 쓰루기가 더 도망갈 수 없게 되었을 때 아미타여래의 수적(화신)인 우사 하치만 신이 도행을 차서 죽이고 구사나기노 쓰루기를 빼앗은 것으로 되어 있다. 같은 이야기가 헤이케 이야기에도 보이고, 이곳에서는 아쓰타 명신이 스미요시 대명신을 보내어 도행을 발로 차서 죽인 것으로 되어 있다. 
또 헤이케 이야기나 구칸쇼 등에서는 안토쿠 천황은 사실 기키 설화 속에서 스사노오노 미코토에게 퇴치된 것으로 유명한 야마타노오로치의 환생이었고, 오로치가 예전 자신이 스사노오에게 빼앗겼던 보검을 다시 빼앗아 용궁으로 가져온 것이라고 해석되어 있다. 이를 답습하여 태평기에서는 조큐의 난 이후에 부케(武家)의 권력이 강해지고 왕실의 위광이 쇠퇴한 것은 보검이 바닷속에 가라앉았기 때문이라고 하였으며, 이에 아마테라스 오미카미가 용궁에 신칙을 내려 이세의 바닷가에 보검을 올려 보내게 하였다고 한다. 

### 제육천마왕과 아마테라스 오미카미
《사석집》에는 이세 신궁의 신직에게 들은 이야기라 하여 다음과 같은 설명이 있다.
아마테라스 오미카미가 일본 국토를 창생시켰을 때, 바닷속에 대일여래의 인문(印文)이 있는 것을 보고 창으로 바다를 휘저었는데, 그 창에서 물방울이 튀어 떨어졌다. 그 모습을 본 제육천마왕은 “이 물방울이 나라가 되어 불법을 유포하고 인륜생사를 초월할 상이 있다”며 그 나라(일본)를 멸망시키려고 했다. 아마테라스 오미카미는 이에 "나는 삼보(三寶)의 이름을 말하지 않을 것이며, 나 자신도 범접할 수 없으니 물러가라"고 말했다. 이 약속을 지키기 위해 이세 신궁에서는 승려를 가까이 하지 않고 불교 용어를 써야 할 경우에도 최대한 은어를 써서 돌려 말하면서도 내심 깊이 삼보를 지켰다고 한다. 
비슷한 신화는 《헤이케 이야기》나 《태평기》 등에도 있으며, 이 약속의 증거로 제육천마왕으로부터 받은 것이 신새(神璽)라고도 불린 보옥 야사카노 마가타마라고 한다(중세 일본에서는 야사카노 마가타마를 인 즉 도장과 같은 역할을 하는 것이라고 여겼다). 덧붙여 《통해참예기》(通海参詣記)에서는 이 약속을 한 것은 이자나미라고 한다.
때문에 한때 간토 지역에서는 아마테라스 오미카미를 "허튼 소리를 받드는 신"(虚言ヲ仰ラルゝ神)이라고 여겨, 기청문 등의 맹세 대상에서 제외되는 현상이 일어났다는 지적이 있다.

### 도요우케 오미카미
이세 신토에서는 이세 신궁 외궁의 신직이었던 와타라이 씨가 외궁의 제신인 도요우케 오미카미를 내궁(제신 · 아마테라스 오미카미)과 동격 이상의 존재로서 격상해 있기 때문에, 천지개벽에 앞서 출현한 천지어중주신 · 국지상립신과 동일한 신으로 여겨졌고, 아마테라스 오미카미를 능가하는 보편적 신격으로 삼기 위한 다양한 전승이 작성되었다. 이세 신토 자체는 본지수적설에 대한 비판으로 신본불적설에 토대하고 있었지만, 근본 경전인 신도오부서의 논리에서는 불교 특히 슈겐도의 입장에서 이루어진 신토설의 책 야마토 가쓰라기 호잔키 등의 영향이 지적되고 있다.
또, 식사의 신을 대우하는데 '외궁'이라는 대대적인 신전을 건조한 당초의 의도에서 문자 그대로, 도요우케 오미카미의 '복권' 운동으로 파악하는 견해도 있다. 일본 왕실에 있어 도요우케 오미카미는 중요한 신이었지만, 요컨대 이들을 받들어 섬기고 있는 유력 씨족의 존재 등 (아마테라스 오미카미의 후손인) 일본 황실의 단독 신성성에 대한 위험 요소로 간주되는 신이었을 가능성도 있다.

## 학술 연구
에도 시대의 국학자 모토오리 노리나가의 『고사기전』이 나온 이후, 일본 신화에 대한 해석은 유교적 · 불교적인 '가라고코로'(からごころ)를 걷어낸다는 방향성을 내세웠고, 이후 근대 일본 제국의 국가 신토로 연결되어 간다. 특히 메이지 유신 당시에 내세운 신불분리령에 의해 신불습합 사상은 괴멸적인 타격을 받았고, 신사 비종교론 아래 종교적 색채를 잘라내고 일본 국민의 관습 · 의식 · 정신적 지주를 목표로 했던 신토 교의의 중심에서 벗어났다. 중세 신화도 황당무계한 속설로 일본 근대에는 다시 재조명되는 일이 적었다.
1960년대, 일본의 국문학자 사쿠라이 요시로(桜井好朗)가 '중세 신화' 연구의 스타트를 끊은 이래 현대에 이르기까지 일본 문학의 입장에서의 연구에 더해 신화학, 역사학 등의 분야에서의 연구가 진행되어 왔다. 문학 분야에서는 종래의 신화 체계를 가지고 불교와 같은 수준의 고차원적이고 형이상적인 사고를 목표로 한 사상 실험의 일환이었다고 재해석되고 있으며, 역사학 분야에서는 불교적 합리성을 익힌 무사들의 정신 세계를 왕조국가가 재편성하는 수법으로 재평가되고 있다. 또, 우에지마 료는 중세 일본기의 발생의 한 가지 원인으로 다이라노 마사카도의 난에 의해 인식된 '왕조교체' 위협에 대해, 기존의 천황 지배의 정통성을 유지 · 강화하기 위해 천황의 역사의 오래된 것과 그 유일무이한 계통이라는 것을 보다 강조하고 내세울 필요성이 생겨났음을 지적하고, 중세 일본기에 의해 강조된, 천황과 아마테라스가 일본과 그 인민을 다스린다는 신국관과, 본조(일본) · 진단(중국) · 천축(인도)이 병존하고 있으며 본래 옥산변토(粟散辺土)였던 일본에서 불교가 흥융했다는 삼국관이 일본의 지식인들뿐 아니라 민중에게까지 널리 퍼져, 중세 왕권을 지지하는 이론적인 지주가 되었고 동시에 견고한 '민중적' 기반을 왕권에 주어 근세부터 현대로 이어지는 일본의 천황관이나 국민성의 기층이 되었다고 지적하고 있다.

## 참고 문헌
- 사쿠라이 요시로 『신들의 변모 - 지샤 연기의 세계로부터』(도쿄 대학 출판회 1976년, 신판 2009년 ISBN 4130230174/지쿠마 학예문고, 2000년 3월)
- 사쿠라이 요시로 “중세 일본 문화의 형성 - 신화와 역사 서술”(도쿄 대학 출판회 1981년 4월)
- 사쿠라이 요시로 『은자의 풍모 - 은둔 생활과 그 정신』(塙書房 <塙選書> 1967년)
- 사쿠라이 요시로 『일본의 은자』（塙書房〈塙新書〉 1969년, 신판 1986년 / 온디맨드판 2005년）
- 사쿠라이 요시로 “중세 일본인의 사유와 표현”( 미래사 1970년)
- 사쿠라이 요시로 『중세 일본의 정신사적 경관』（塙書房 1974년, 신판 1986년）
- 사쿠라이 요시로 “요시노의 안개 - 태평기”(헤이본샤 명작 문고 1978년 7월/요시카와 홍문관 '다시 읽는 일본사' 2016년)
- 사쿠라이 요시로 “하늘에서 내려와 - 중세론을 위해서”(인문서원 1983년 6월)
- 사쿠라이 요시로 “중세 일본의 왕권 · 종교 · 예능”(인문서원 1988년 10월)
- 사쿠라이 요시로 “제의와 주석 - 중세의 고대 신화”(요시카와 홍문관 1993년 9월)
- 사쿠라이 요시로 “의례 국가의 해체 - 중세 문화사 논집”(요시카와 히로후미칸 1996년 6월)
- 사쿠라이 요시로 “중세 일본의 신화와 역사 서술”( 이와타 서원 2006년 10월)
- 사쿠라이 요시로 『신과 부처 - 불교 수용과 신불습합의 세계』(춘추사 (대계 불교와 일본인) 1985년, 신판 2000년)
- 사이토 히데키 「새로 읽히는 일본 신화」(고단샤 현대 신서 2006년) ISBN 4-06-149871-1

## 관련 항목
- 일본 신화
- 일본 불교
- 본지수적
- 양부 신도
- 풍토기
- 고사고전
- 요시다 신도